# フレデリック (バンド)
フレデリックは、日本のロックバンド。所属事務所はMASH A&R。レーベルはA-Sketch。

## 概要
ボーカルの三原健司とベース・コーラス・作詞・作曲などを手がける三原康司の二卵性双生児の三原兄弟を中心に結成された神戸出身のロック・バンド。
言葉遊びとユーモア、核心を突いた耳に残る歌詞と、’80年代の日本のインディー・ロック、現在の海外のロックや様々なダンス・ミュージックを昇華した、独自の世界観が繰り広げられるサウンドでライブ・シーンでの人気を確立してきた。踊れることや歌詞やメロディがループする中毒性の高いサウンドが楽曲の特徴。2014年9月に発売されたミニ・アルバム『oddloop』の収録曲「オドループ」は発売から6年後の2020年11月、ビルボードのTikTok HOT SONG Weekly Rankingで首位を記録している。

### バンド名の由来
バンド名の「フレデリック」は、レオ・レオニの絵本「フレデリック」の主人公、ねずみのフレデリックから。「冬眠中、食料が尽きた時、言葉で皆の心を満たしたフレデリックのように、音楽で皆の心を満たせる存在になりたい」という願いが込められている。

### 楽曲制作
楽曲の作詞・作曲は双子の弟の康司が手掛ける。編曲はバンド名義で、まず康司がだいたいのアレンジを作ってからそれをメンバーに聴かせ、そこから全員で話し合って、作ったものを一度みんなで壊して再度作り上げていく。

### 結成の経緯
始まりは健司と康司が部長と副部長をやっていた高校の軽音楽部で一緒にバンドをやっていたことである。高校を卒業後、健司は音楽の専門学校に進学、康司はデザインの勉強のため芸大に進んだために離れたが、また音楽をやろうと思った健司が『バンドをやるなら康司とやりたい』と声をかけてもう一度一緒にやることになり、そこからフレデリックが始まった。バンドを組むにあたり、まずドラムが欲しいという話になり、その当時はまだ音楽に対してそれほど詳しくなかったので、できれば経験のある年上の人に入ってもらって勉強したいと思い、メンバー募集のサイトに書き込んでいたkaz.に連絡を取った。選んだ理由は、ほかが“ロック”“ポップス”“ハードロック”“メタル”と書いてある中で、kaz.だけ“アシッドジャズ”と書いていて、その響きがすごく大人に見えて格好良く感じたから。続いて、Myspaceに音源を載せてメンバー募集をしていた2人のホームページを見た赤頭が、フレデリックの前身バンドの音の中に自分のルーツとなる歌謡曲的要素を感じてコンタクトを取ってきた。集まった時は音楽の方向性や聴く音楽、すべてバラバラで、特に康司と赤頭は正反対と言っていいくらい趣味が違っていたが、仲が良かったので、お互いの好きな音楽を共有して昇華し合っていく内に、色々な要素がふんだんに入ったバンドになった。

### ファンクラブ
2017年4月28日にファンクラブの設立が公式サイト及びTwitterのフレデリック公式アカウントで発表された。同年6月5日にサービスを開始。ファンクラブ名は、ファンの公募をメンバーが選考する形をとった。同年5月15日に結果が発表された。ファンクラブ名は『フレハウス』。

## メンバー

### 現メンバー
- 三原 健司 （みはら けんじ、1990年2月20日（35歳） - ）
  - ボーカル、ギター担当。兵庫県宝塚市出身。 専門学校ESPエンタテインメント大阪卒業。双子の兄。血液型はA型。 インディーズ時代は「ミハラケンジ」の名前で活動していた。
  - メインギターはフェンダー・テレキャスターシンライン、ギターアンプは、ORANGE Rockerverb 50 MKII 2X12" を使用。
  - バンドのマスコットキャラクター「フレデリッ君」の産みの親[8]で、サインにも書き添えることが多い。
  - 中学時代は陸上部だったが、文化祭で康司の出演したギター部のライブを客として見ていて、音楽に興味を持ち、高校で軽音楽部に入部、部長も務め、ライブハウスでの演奏の機会を設けるなど、部活動としての活動の幅を広げることに貢献した。
  - 2007年に康司と見ていたテレビで“たま”に衝撃を受け、ナゴム繋がりで有頂天、マサ子さん、戸川純などにも興味を持つ[2][7]。「オドループ」のミュージック・ビデオの監督をスミスに依頼したのは、好きだったフジファブリックのMVの監督を数多く務めていたから[2]。
  - 2016年、FM802の企画で大阪マラソンを完走した。
- 三原 康司（みはら こうじ、1990年2月20日（35歳） - ）
  - ベース、コーラス、作詞、作曲、アートワーク担当。兵庫県宝塚市出身。大阪芸術大学短期大学部ビジュアルデザインコース卒業。双子の弟。血液型はA型Rh-。アコースティック編成のライブでは、アコースティック・ギターを担当することもある。プレイスタイルは、ピック弾きが多い。インディーズ時代は「みはらこーじ」の名前で活動していた。「zassi」という名義でソロ活動も行っており、弾き語りのライブなどにも出演している。
  - メインベースは、Fodera NYC Empire 4 Strings 60FH DC Deluxe、Sadowsky MetroLine RV4、MUSIC MAN '79 Sabre Bass　ベースアンプはEDEN World Tour Series WT-800、キャビネットはD410XSTを使用。
  - 中学では初めは健司と共に陸上部に入部するも、途中で自分の道として音楽を選び、ギター部に移る。絵を描くのが好きで、高校でも軽音楽部にいながら美術部にも所属、大学は芸大に進んでデザイン、グラフィック系を専攻し、映像などの勉強もしていた[2]。デビュー前は、オフィシャルグッズやディスクジャケットのデザイン、ミュージック・ビデオの制作にも携わるなど、すべてのアートワークを担当していた。メジャー・デビュー後も、グッズのデザインは引き続き担当しており、ジャケットなどのアートワークについても、康司がデザイナーを指名することが多い[4][9]。
  - 中学二年の時にギター部を見学に行き、そのまま入部[4][10]。高校時代は健司と同じ軽音楽部で副部長を務めていた。
  - 「アプリコットにさようなら」「もう帰る汽船」「YOU RAY」など一部の曲でボーカルを担当している。
  - 2024年1月1日、一般女性との結婚を発表した[11]。
- 赤頭 隆児（あかがしら りゅうじ、1989年6月26日（36歳） - ）
  - ギター担当。兵庫県朝来市出身。専門学校ESPエンタテインメント大阪卒業。同校の楽器コースでは初の皆勤賞を受賞し、卒業式で表彰された。血液型はAB型。3人兄弟の次男。
  - メインギターはGibson ES-335、サブギターとしてFenderのストラトキャスターやGibsonのレスポールを使用することもある。ギターアンプはジョン・メイヤーに憧れて購入した Two Rock Amplification Coral を使用。
  - ギターを始めたきっかけは高校2年生の時に友達の組んでいたコピーバンドのギタリストに人数合わせのために誘われたこと。たまたま自宅にあった母親のスティール弦アコースティックギターで練習し、部活動（サッカー部）と平行してバンド活動を始めた。バンドではジャパハリネットなどの曲をコピーしていた。[3][4][10]
  - 両親が聴いていた中島みゆきやテレサ・テンなどの歌謡曲に影響を受け、専門学校時代にはジミ・ヘンドリックスやスティーヴィー・レイ・ヴォーンを聴いたり弾いたりしていた。東京事変が好きで、その二代目ギタリスト浮雲のような主張しているのに全く邪魔ではないギターを弾けるようになりたいと思っている[10]。
  - 健司とは専門学校の同級生でその存在は知ってはいたが、直接話したことがなかったのでホームページからメールで応募した[注 2][2]。
  - 個人ブログ「アカガシラリュウジのラーメンブログ、略してアメブロ」を開設していたが、2015年10月、バンド公式のラインブログ開設に伴い終了。
  - 2016年4月より、スペースシャワーTVの公式スマホアプリ「スペシャアプリ」にて『アカガシラーメンブログ』を連載。
- 高橋 武（たかはし たける、1989年6月13日（36歳）[12] - ）
  - ドラムス担当。神奈川県横浜市出身。身長171cm。
  - 元Any、the sea falls asleep （2016年12月21日を以て脱退）。血液型はA型で7歳上の兄がいる。
  - 以前所属していたバンドのレコーディングエンジニアが、当時フレデリックを担当していた縁で、レコーディングでのサポートを依頼され、アルバム「OTOTUNE」以降、全ての楽曲のレコーディングに参加し、ほとんどのライブでもサポートを務めていた。2017年5月7日にライブイベント『COMIN'KOBE17』にて、正式加入したことが発表された[13]。
  - バスドラムに描かれているエンブレムのデザインは康司によるもの。
  - 2023年7月3日、自身のTwitterにて、一般女性との結婚を発表した[14][15]。

過去サポートアーティスト
メレンゲ、入野自由、kaho、エンハイドラ・ルトリス、ニノミヤヒサシ、lillies and remains、新山詩織、WONDERVER、いしばしさちこ、トーテムロック、岩崎秀夫、岩崎商店、アースバウンド、碧井愛璃、RAMMELLS、XIIX、ROCK KIDS 802 EXTRA CRAZY BAND、他

### サポートメンバー
- 山下 賢（やました さとし / Mop of Head、Alaska Jam）
  - ドラムス担当。

### 旧メンバー
- kaz. （かず、1978年10月13日 - ）
  - ドラムス担当。本名は松本一寅。
  - 一度は音楽を離れてサラリーマンをしていたが、バンドのメンバー募集のサイトから応募して加入。
  - 2015年9月23日、大阪・大阪城音楽堂で行われたイベント「KANSAI LOVERS 2015」をもってバンドを脱退。脱退の理由については、上京の話が出た時に、フレデリック、自分の家族、夢、現実に向き合い、じっくりと考えて地元大阪での生活を選んだと説明している[16]。脱退後は、大阪で飲食店「酒と音楽とおばんざい おと」を営んでいる。
  - バンドの中では、「いつも他の3人の事を後ろからしっかり支えてくれる家族でいえばお父さんのような」（健司）、「一番話したし一番喧嘩もした」（康司）という存在だった[16]。

## 来歴
- 2009年6月、二卵性双生児の三原兄弟を中心に神戸市で結成。
- 2009年8月26日、大阪のライブハウス中津Vi-codeにて最初のライブを行う。5曲ほど演奏したが、もともと作っていた曲もあったので全てオリジナル曲だった[2]。当時は紙芝居を取り入れたライブをしていた。
- 2012年12月26日に行われた『MUSICA』『A-Sketch』『SPACE SHOWER TV』『HIP LAND MUSIC』の4社合同オーディション「MASH FIGHT Vol.1」[注 3]を受け、最終選考に残る。グランプリは別のバンド（THE ORAL CIGARETTES）が取ったが、「どうしてもこのバンドだけは残したい」という主催者側の計らいで特別賞が与えられた。[17][18]
- 2014年3月、プロデューサーに柏原譲(Polaris/フィッシュマンズ)を迎え、代表曲である『SPAM生活』を含む初の全国流通盤となる1stミニアルバム『うちゅうにむちゅう』をリリース[19]。
- 2014年9月24日、ミニアルバム『oddloop』でA-Sketchからメジャーデビュー[20]。
- 2015年7月、上京し、活動拠点を東京に移す。メンバーで同居し、共同生活をはじめる。
- 2015年9月7日、公式サイトにてDr.のkaz.が9月23日の大阪城音楽堂で開催されるイベントライブへの出演を最後に脱退、以降はサポートを迎え活動することが発表された[16]。
- 2016年2月から3月にかけて、スペースシャワーTV主催「スペースシャワー列伝15周年記念公演 JAPAN TOUR 2016 supported by uP!!!」に参加。
- 2016年10月14日、康司が喘息発作の為、一週間ほど入院。出演予定だったイベントは、アコースティック編成に急遽変更し、インストアイベントは健司と赤頭の二人で出演した。
- 2016年10月19日、1stフルアルバム『フレデリズム』をリリース。同作品を引っさげての全国11箇所ワンマンツアー「フレデリズムツアー2016-2017」は、全公演のチケットがソールドアウトした。
- 2017年5月7日、兵庫県・ワールド記念ホールおよび神戸国際展示場1〜3号館で開催されたライブイベント「COMIN'KOBE17」にて、サポートメンバーを務めていた高橋武の正式メンバー加入を発表。
- 2018年4月30日、兵庫県・ワールド記念ホールで初のアリーナワンマン公演「FREDERHYTHM ARENA2018 〜KOKYOのTOGENKYO〜」を開催した[21]。
- 2019年2月20日、2ndフルアルバム『フレデリズム2』をリリース。収録曲の『スキライズム』と『逃避行』の2曲は、それぞれ同年1月24日と2月18日にMVと音源が先行で公開となった。
- 2019年10月9日、2nd EP『VISION』をリリース。
- 2020年2月24日、横浜アリーナでアリーナ公演「FREDERHYTHM ARENA 2020 〜終わらないMUSIC〜」が開催された。
- 2020年7月18日、初めてとなる有料オンラインLIVE「FABO!!〜Frederic Acoustic Band Online〜」を開催。アコースティック形態でのライブを行った。
- 2021年2月23日、バンド初となる日本武道館公演「FREDERHYTHM ARENA 2021〜ぼくらのASOVIVA〜」を開催。
- 2022年3月30日、3rdフルアルバム『フレデリズム3』をリリース。同年6月29日には「FREDERHYTHM ARENA 2022 〜ミュージックジャンキー〜」を開催し、同楽曲群を披露した。
- 2023年7月7日、THE FIRST TAKEにて、YouTube1.4億回再生超えの代表曲『オドループ』のアレンジバージョンを公開。同月19日には、『スパークルダンサー』のホーンを加えたアレンジバージョンも公開された。
- 2023年8月24日、三原健司が声帯ポリープの手術・休養のため一ヶ月間の休止を発表。
- 2023年11月25日から2024年1月21日にかけて、全国ワンマンツアー「FREDERHYTHM TOUR 2023-2024 "WELL 噛 ONE"」を実施。ファイナル公演直後には、新曲『PEEK A BOO』が配信リリースされた[22]。
- 2024年11月20日、6stミニアルバム『CITRUS CURIO CITY』をリリース。
- 2025年2月11日、ワールド記念ホールでアリーナ公演「FREDERHYTHM ARENA 2025 CITRUS CURIO CITY -KOBE NIGHT CRUISING-」を開催[23]。
- 2025年2月24日、バンド2度目となる日本武道館公演「FREDERHYTHM ARENA 2025 CITRUS CURIO CITY -TOKYO NIGHT CRUISING-」を開催[24]。

## ディスコグラフィ

### フル・アルバム

#### コラボ・アルバム
| 枚  | 発売日        | タイトル | 収録曲 | 規格品番                                       | 備考                   |
| --- | ------------- | -------- | --- | ---------------------------------------------- | ---------------------- |
| 1st | 2021年12月1日 | ANSWER   | 全5曲 1. ANSWER / フレデリック×須田景凪 2. TOMOSHI BEAT / フレデリック 3. リグレット / 須田景凪 4. veil / フレデリック 5. オドループ / 須田景凪 | AZCS-1104（通常盤） AZZS-121（初回生産限定盤） | 須田景凪とのコラボEP。 |

#### ライブ・アルバム
| 枚  | 発売日        | タイトル                                                                                | 収録曲 | 備考     |
| --- | ------------- | --------------------------------------------------------------------------------------- | --- | -------- |
| 1st | 2022年9月21日 | LIVE FREDERHYTHM 3 (from the show at Yoyogi National Stadium First Gymnasium 6.29.2022) | 全14曲 1. ジャンキー 2. YONA YONA DANCE (フレデリズム Ver.) 3. 熱帯夜 4. VISION 5. ラベンダ 6. サイカ 7. ANSWER (FREDERHYTHM ARENA 2022 Ver.) 8. サーチライトランナー 9. Wake Me Up 10. Wanderlust 11. YOU RAY 12. 蜃気楼 13. TOMOSHI BEAT 14. 名悪役 | 配信限定 |

### 楽曲提供
- クレイ勇輝「DADADA-祭りの後の静けさに-」

三原康司とクレイ勇輝による共同作曲。ミニアルバム「AGAIN -また夏に会いましょう」（2016年7月27日発売）収録。
- 3年E組うた担「バイバイYESTERDAY」

テレビアニメ「暗殺教室」第2期（2016年4月）オープニングテーマ。三原康司作曲、フレデリックと本間昭光による共同編曲（シングルとして2016年5月25日発売）。
- ばってん少女隊「コトバテニス」

3rdシングル「すぺしゃるでい」カップリング。三原康司作詞・作曲、フレデリック編曲・演奏（2017年2月15日発売）。
- ばってん少女隊「MEGRRY GO ROUND」

4thシングル表題曲。三原康司作詞・作曲、フレデリック編曲・演奏（2017年12月6日発売）。
- 鈴木みのり「FEELING AROUND」

　テレビアニメ「ラーメン大好き小泉さん」オープニングテーマ
1stシングル表題曲。三原康司作詞・作曲（2018年1月24日発売）。
- 和田アキ子「YONA YONA DANCE」

配信シングル。三原康司作詞・作曲、フレデリック編曲・演奏（2021年9月2日配信開始）。
- 三月のパンタシア「アイビーダンス」

配信シングル及び8thシングル「四角運命/アイビーダンス」表題曲。三原康司作曲、フレデリック編曲・演奏（2022年3月28日配信開始）。
- 肉チョモランマ「閃光」

　　　三原康司作詞・作曲、フレデリック編曲・演奏（2024年2月26日発売）

### 参加楽曲
- Radio Bootsy「春は溶けて」

三原健司ゲストボーカル（2021年4月26日から9月30日まで配信）。
- meiyo「KANPAI FUNK feat. フレデリック」

メジャー1stフルアルバム「POP SOS」収録曲。三原健司フィーチャリングボーカル、フレデリックアレンジ（2023年12月6日発売）。
未発表音源
・キマグレの街
・ハイエナに植物を

## タイアップ一覧
| 使用年 | 曲名                         | タイアップ                                                                                 |
| ------ | ---------------------------- | ------------------------------------------------------------------------------------------ |
| 2012年 | アウトサイドの海             | 映画『死にたすぎるハダカ』主題歌                                                           |
| 2012年 | アプリコットにさようなら     | 映画『死にたすぎるハダカ』挿入歌                                                           |
| 2012年 | うそつき                     | 映画『死にたすぎるハダカ』挿入歌                                                           |
| 2014年 | オドループ                   | OAD『山田くんと7人の魔女』エンディングテーマ                                               |
| 2015年 | トウメイニンゲン             | テレビ東京系『JAPAN COUNTDOWN』2015年11月度オープニングテーマ                              |
| 2015年 | ハローグッバイ               | 北海道テレビ『夢チカ18』2015年12月度オープニングテーマ                                     |
| 2015年 | USO                          | テレビ東京系アニメ『きょーふ!ゾンビ猫』テーマソング                                        |
| 2016年 | FUTURE ICECREAM              | J SPORTS『J SPORTS STADIUM』2016年度テーマソング                                           |
| 2016年 | オンリーワンダー             | Amazonプライム・ビデオ配信ドラマ『ベイビーステップ』主題歌                                 |
| 2016年 | オドループ                   | ユニクロ「ユニクロのフリース/外を自由に楽しもう」WebCMソング                               |
| 2016年 | ハローグッバイ               | MBS・TBS系ドラマ『咲-Saki-』エンディングテーマ                                             |
| 2017年 | かなしいうれしい             | UHFアニメ『恋と嘘』オープニングテーマ                                                      |
| 2017年 | TOGENKYO                     | 北海道テレビ『夢チカ18』2017年10月度エンディングテーマ                                     |
| 2017年 | TOGENKYO                     | テレビ東京系『JAPAN COUNTDOWN』2017年11月度オープニングテーマ                              |
| 2018年 | たりないeye                  | 映画『神さまの轍-CHECKPOINT OF THE LIFE-』主題歌                                           |
| 2018年 | シントウメイ                 | キリンビバレッジ「キリンレモントリビュート」CMソング                                       |
| 2019年 | エンドレスメーデー           | Y!mobile 放課後ドラマシリーズ『パラレルスクールDAYS』主題歌                                |
| 2019年 | 夜にロックを聴いてしまったら | JRA「JRA-VAN TRY」WebCMソング                                                              |
| 2020年 | Wake Me Up                   | TBS系『CDTVサタデー』2020年10月度オープニングテーマ                                        |
| 2021年 | サーチライトランナー         | 漫画「アオアシ」×「Jリーグ」スペシャルコラボムービータイアップソング                       |
| 2021年 | Wanderlust                   | ニュージーランド政府観光局「ニュージーランドの旅を想像しよう」キャンペーン動画テーマソング |
| 2021年 | サイカ                       | UHFアニメ『さんかく窓の外側は夜』オープニングテーマ                                        |
| 2021年 | ANSWER                       | スマートフォン向けゲームアプリ『テイルズ オブ ルミナリア』インスパイアソング/挿入歌        |
| 2021年 | TOMOSHI BEAT                 | スマートフォン向けゲームアプリ『テイルズ オブ ルミナリア』オープニングテーマ               |
| 2022年 | 蜃気楼                       | テレビ東京系アニメ『遊☆戯☆王ゴーラッシュ!!』オープニングテーマ                             |
| 2022年 | オドループ                   | 明星食品『明星 一平ちゃん夜店の焼そば「一平ループ篇」』TV-CMソング                         |
| 2022年 | MYSTERY JOURNEY              | Lenovo 企業WebCMソング                                                                     |
| 2023年 | スパークルダンサー           | BOAT RACE「アイアム ア ボートレーサー」CMソング                                            |
| 2024年 | CYAN                         | 劇場アニメ『数分間のエールを』主題歌                                                       |
| 2025年 | Happiness                    | リアル脱出ゲーム『全国夜の遊園地「夜のスパイミッションからの脱出」』テーマソング           |
| 2025年 | 悪魔                         | TBS系ドラマ『シンデレラ クロゼット』主題歌                                                 |

## ヘビーローテーション/パワープレイ

### テレビ
| 放送年 | 曲名       | ヘビーローテーション/パワープレイ         |
| ------ | ---------- | ----------------------------------------- |
| 2014年 | オドループ | スペースシャワーTV 2014年9月度POWER PUSH! |

## 楽曲について
オドループ
メジャー1stミニアルバム『oddloop』『フレデリズム』収録曲。2021年12月にYouTube公式ミュージックビデオが1億回再生を突破した。
2018年3月16日にはカナダ出身のロックデュオ、ユビキタス・シナジー・シーカーによる英語カバー楽曲が配信された
ミックスアルバム『トロピカルアワー!!』（DJやついいちろう）『ROCK THE BEST』（DJ片平実）、サウンドトラック『beatmania IIDX 29 CastHour ORIGINAL SOUNDTRACK』収録。
須田景凪とのスプリットアルバム『ANSWER』では須田のカバー音源が収録されている。

## 出演

### ラジオ
- R&R Band Wagon (JFN系列、2016年10月1日 - 2018年9月24日) - 第2シーズンレギュラー
- THE KINGS PLACE (J-WAVE）
  - （2017年4月5日 - 2019年3月27日) - 火曜ナビゲーター
  - （2022年1月 - ） - 水曜ナビゲーター[66]

### CM
- ユニクロ Web CM「ユニクロのフリース / 外を自由に楽しもう」(2016年10月：楽曲「オドループ」使用)

### 配信
- 2014年9月24日 - Ustream「フレデリック デビューミニアルバム「oddloop」スペシャルUstream」
- 2014年11月2日 - ニコニコ生放送「フレデリック『踊ってない夜が気に入らNIGHTナマー』」
- 2015年4月15日 - ニコニコ生放送「フレデリック「終わらせるために始めNIGHT!!」」
- 2015年11月3日 - ニコニコ生放送「フレデリック生出演！あなたの気持ちに音を合わせます！「OTOTUNE」 発売＆全国ツアー直前SP！」
- 2015年12月22日 - ニコニコ生放送「「フレデリズムツアー2015 ツアーファイナル＠恵比寿リキッドルーム」ライブ独占生中継」
- 2016年5月25日 - ニコニコ生放送「フレデリック 1stシングル「オンリーワンダー」リリース記念SPECIAL!!」
- 2016年6月15日 - LINE LIVE「生中継！フレデリックのオンリーワンダーナイト！」
- 2016年7月2日 - ニコニコ生放送「生中継！フレデリズムツアー2016 〜オンリーワンダーランド〜 ツアーファイナル」
- 2016年11月10日 - LINE LIVE「フレデリズムツアー2016-2017 特別公演 “ナイトステップ” 生中継」
- 2017年8月16日 - LINE LIVE「『かなしいうれしい』リリース記念！“フレデリック 4 YOU”」
- 2017年10月16日 - LINE LIVE / スペシャアプリ「『「TOGENKYO』リリース直前スペシャル“フレデリック 4 YOU”」
- 2018年2月24日 - AbemaTV「フレデリズムツアー リリリピート公演〜みんなのTOGENKYO〜」
- 2018年11月20日 - LINE LIVE「フレデリズムツアー特別公演-LIGHT LIVE ■＝120〜140-」
- 2019年2月18日 - LINE LIVE / スペシャアプリ「ニューアルバム『フレデリズム2』リリース記念特別番組『フレデリック4U』」
- 2019年4月13日 - LINE LIVE「フレデリック〜夜にロックを聴いてしまったら編〜緊急生中継」
- 2019年10月8日 - スペシャアプリ、LINE LIVE、YouTube Live「フレデリック4U」

## 主なライブ

### 共同開催イベント
- 2017年6月22日・30日 - スミデリック2017
sumikaと共同開催